# Karl Hennig (Theologe)
Christian Julius Karl Hennig (* 4. Juni 1903 in Zwickau; † 8. Juli 1992 in Stolberg (Rheinland)) war ein evangelischer Theologe.

## Leben
Hennig wurde als Sohn eines Oberstudienrates 1903 in Zwickau geboren. Er besuchte bis 1922 die Thomasschule zu Leipzig. Im Anschluss  studierte er Theologie, Philosophie, Germanistik und Geschichte an der Universität Leipzig und der Universität zu Köln. Er legte seine Examina in Leipzig und Dresden ab und erhielt die Lehrbefähigung für höhere Schulen.
1929 wurde er an der Universität Leipzig mit Die sächsische Erweckungsbewegung im Anfange des 19. Jahrhunderts zum Dr. phil. und (bei Horst Stephan, dessen Tochter er später heiratete) mit Zur religiösen Deutung der Wahrheit. Die Überwindung des statischen Wahrheitsbegriffes in der Philosophie durch den dynamischen in der evangelischen Glaubenslehre zum Lic. theol. promoviert. 
Von 1930 bis 1931 studierte er am Theological Seminary in Hartford, Connecticut (USA) und amtierte an der dortigen Holy Trinity Church. Hier erwarb er den Master of Sacred Theology (S.T.M.). Danach wurde er Religionslehrer in Leipzig. Wegen der politischen Situation in Deutschland ging er 1934 als Pfarrer in die Deutsche Evangelische Gemeinde in Antwerpen. 1938 wurde er Pfarrer in den Gemeinden Eupen, Malmedy und St. Vith, die zur Union des Églises Évangeliques Protestantes en Belgique, einer Vorgängerkirche der Vereinigten Protestantischen Kirche von Belgien gehörten. Dort amtierte er auch als Standortpfarrer am Truppenübungsplatz Elsenborn. Im Sommer 1945 aus Belgien ausgewiesen, wurde er 1946 Pfarrer in Stolberg am Rheinland. 1968 wurde er pensioniert.
Hennig gab 1961 zum 75. Geburtstag Paul Tillichs dessen Festschrift Der Spannungsbogen heraus.